# Psaenythia hypsophila
Psaenythia hypsophila is een vliesvleugelig insect uit de familie Andrenidae. De wetenschappelijke naam van de soort is voor het eerst geldig gepubliceerd in 1944 door Moure.